# 33562 Amydunphy
33562 Amydunphy este o planetă minoră (asteroid) din centura de asteroizi. A fost descoperită pe 10 mai 1999 la Experimental Test Site⁠(d) de Lincoln Near-Earth Asteroid Research. 
Obiectul prezintă o orbită caracterizată de o semiaxă mare de 2,3504397 UAi, o excentricitate de 0,13, o înclinație de 5,9028 ° în raport cu ecliptica.